# Kuran wa Munjan (huyện)
Kuran wa Munjan là một huyện thuộc tỉnh Badakhshan, Afghanistan. Dân số thời điểm năm 1999 là 8,093 người.